# Porta Genova
Porta Genova – stacja metra w Mediolanie, na linii M2. Znajduje się w pobliżu stacji kolejowej Milano Porta Genova, w Mediolanie i zlokalizowana jest pomiędzy stacjami Sant’Agostino, a Romolo. Została otwarta w 1983.